# Eulate
Eulate és un municipi de Navarra, a la comarca d'Estella Oriental, dins la merindad d'Estella. Està situat entre Aranaratxe i Ameskoabarren.

## Demografia
| Evolució demogràfica                              | Evolució demogràfica | Evolució demogràfica | Evolució demogràfica | Evolució demogràfica | Evolució demogràfica | Evolució demogràfica | Evolució demogràfica | Evolució demogràfica | Evolució demogràfica | Evolució demogràfica |
| 1996                                              | 1998                 | 1999                 | 2000                 | 2001                 | 2002                 | 2003                 | 2004                 | 2005                 | 2006                 | 2007                 |
| ------------------------------------------------- | -------------------- | -------------------- | -------------------- | -------------------- | -------------------- | -------------------- | -------------------- | -------------------- | -------------------- | -------------------- |
| 403                                               | 404                  | 381                  | 373                  | 380                  | 371                  | 362                  | 349                  | 349                  | 346                  | 338                  |
| Fonts: Eulate i Institut d'Estadística de Navarra |                      |                      |                      |                      |                      |                      |                      |                      |                      |                      |